# Rapaätno
Rapaätno (Ráhpaädno, Rapaälven), vattendrag som avvattnar stora delar av Sarekfjällen. Rapaätno sträcker sig genom Rapadalen och ingår i Luleälvens vattensystem, Jokkmokks kommun. 
Rapaätnos längd är cirka 45 kilometer fram till mynningen i sjön Laitaure (Laidaure). Före utloppet i Laitaure bildar älven Laitauredeltat. Omkring 18 km uppströms från utloppet i Laitaure bildar Rapaätno ännu ett delta, Rapaselet. 
Rapaätno får stora tillflöden från Sarvesvagge och Ruotesvagge.

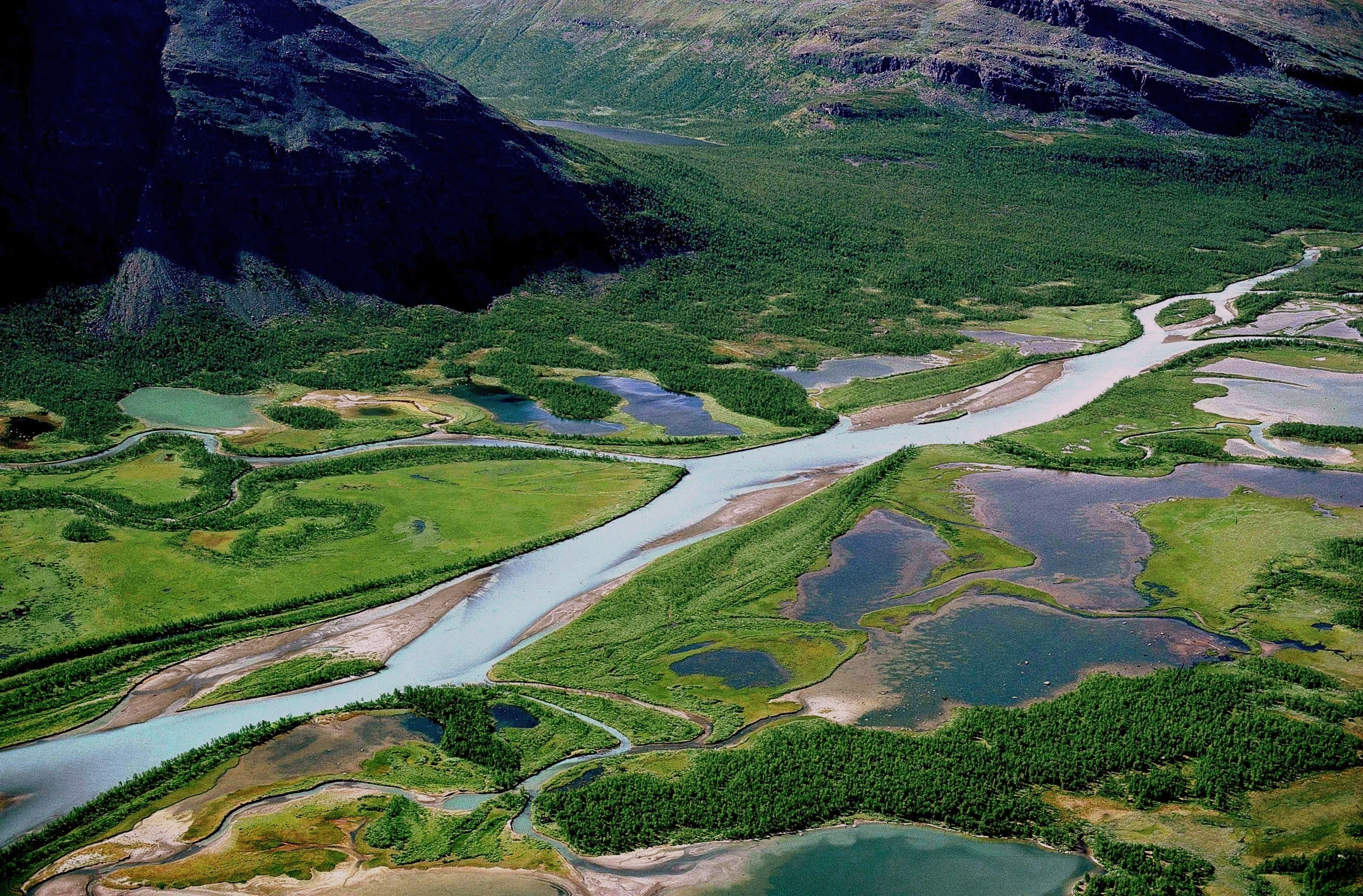
Nedre delen av Rapaätno, vid utloppet i deltat